# Sextius rubrilinea
Sextius rubrilinea är en insektsart som beskrevs av Buckton. Sextius rubrilinea ingår i släktet Sextius och familjen hornstritar. Inga underarter finns listade i Catalogue of Life.